# Estatuto de Westminster
O Estatuto de Westminster, assinado em 11 de dezembro de 1931, foi uma emenda do Parlamento do Reino Unido que estabeleceu o status de iguais entre os diferentes Domínios independentes do Império Britânico. Este estatuto deu aos países, ex-colônias inglesas total independência política.
Anteriormente ao tratado, o papel do Ministério do Exterior era desempenhado pelo Reino Unido, motivo pela qual e Canadá, Austrália, Nova Zelândia, Terra Nova, África do Sul e o Estado Livre Irlandês entraram automaticamente na Primeira Guerra Mundial.
O estatuto entrou em vigor imediatamente ou após a ratificação. Assim, tornou-se uma personificação legal dos princípios de igualdade e lealdade comum à Coroa estabelecidos na Declaração Balfour de 1926. Como o estatuto removeu quase toda a autoridade do parlamento britânico para legislar para os Domínios, teve o efeito de tornar os Domínios em grande parte nações soberanas por direito próprio. Foi um passo crucial no desenvolvimento dos antigos Domínios como estados separados.

Suas versões modificadas agora são leis domésticas na Austrália e no Canadá; foi revogado na Nova Zelândia. O Estado Livre Irlandês nunca adotou formalmente o Estatuto de Westminster, seu Conselho Executivo (gabinete) considerando que o Tratado Anglo-Irlandês de 1921 já havia encerrado o direito de Westminster de legislar para o Estado Livre Irlandês. Embora a União da África do Sul não estivesse entre os Domínios que precisavam adotar o Estatuto de Westminster para que entrasse em vigor, duas leis - a Lei do Status da União de 1934 e a Lei de Funções Executivas Reais e Selos de 1934 - foram aprovadas para confirmar o status da África do Sul como um estado soberano. O Domínio de Terra Nova nunca adotou o Estatuto de Westminster, especialmente por causa de problemas financeiros e corrupção lá. A pedido do governo do Domínio, o Reino Unido estabeleceu a Comissão de Governo em 1934, retomando o domínio direto da Terra Nova. Esse arranjo permaneceu até Terra Nova se tornar uma província do Canadá em 1949 após referendos sobre o assunto em 1948.